# Gulstjärtad sotkakadua
Gulstjärtad sotkakadua (Zanda funerea) är en stor kakadua som lever i sydöstra Australien.

## Utseende
Vuxna fåglar är mellan 55 och 65 centimeter långa. Fjäderdräkten är övervägande svart, med blekare fjäderkanter och gula fläckar på stjärten. Hannen har svart näbb, blek gul fläck bakom ögat och rödaktig ögonring. Ögonen är bruna. Honor och ungfåglar har grå ögonring, ljusfärgad näbb och bjärtare, mer tydlig gul kindfläck.

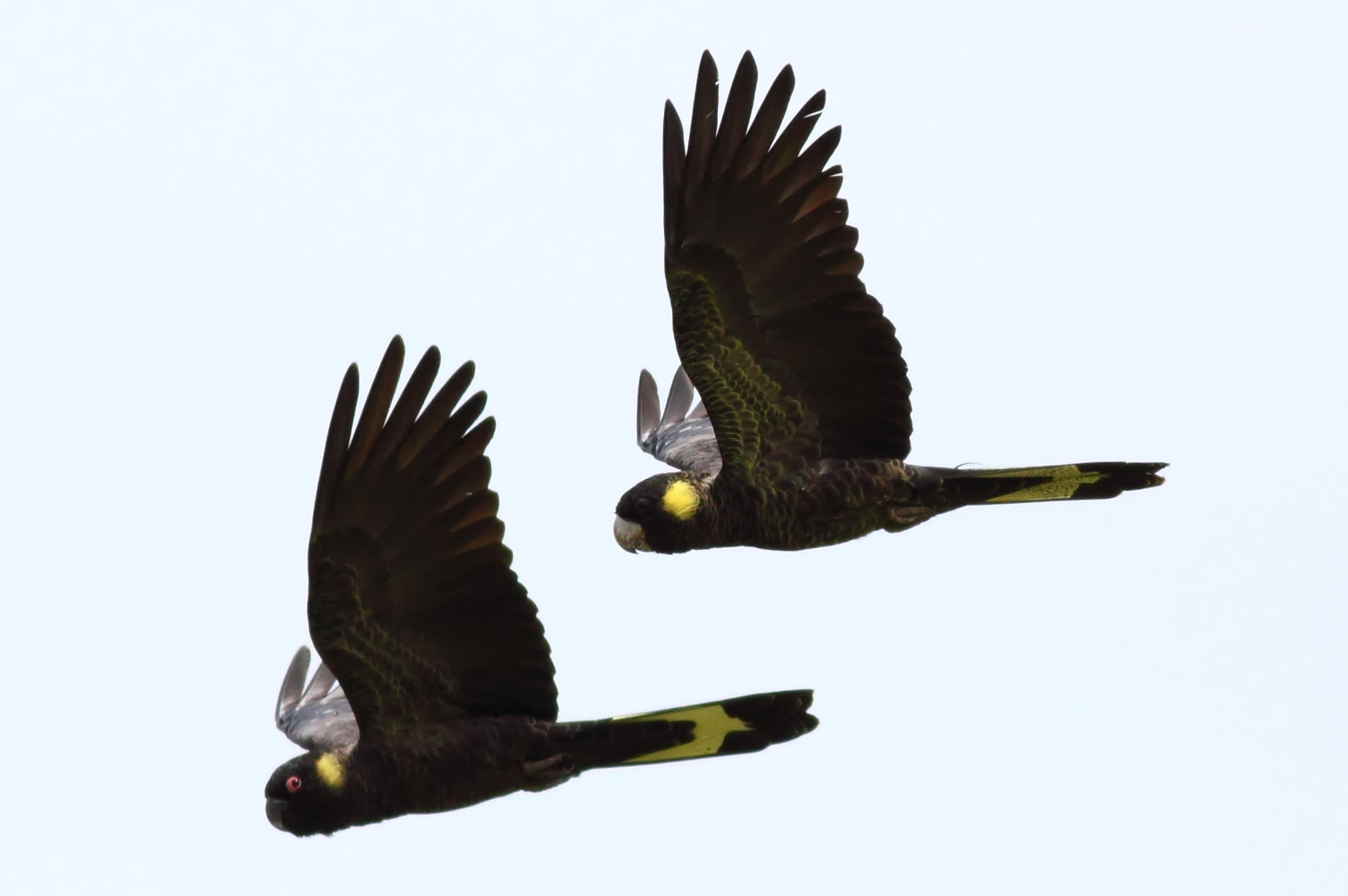
Gulstjärtad sotkakadua i flykten.

## Utbredning och systematik
Gulstjärtad sotkakadua delas in i tre underarter med följande utbredning:
- Zanda funerea funerea – östra Australien (östcentrala Queensland till östra Victoria)
- Zanda funerea whiteae – sydöstra Australien (södra Victoria till Eyrehalvön) och Kangaroo Island
- Zanda funerea xanthanota – Tasmanien och öarna i Bass sund

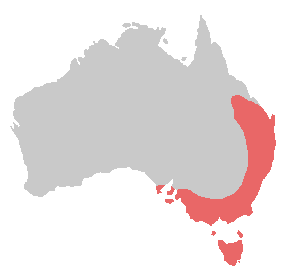
Utbredningsområdet för gulstjärtad sotkakadua.

### Släktestillhörighet
Tidigare fördes gulstjärtad sotkakadua tillsammans med kortnäbbad och långnäbbad sotkakadua till släktet Calyptorhynchus, men lyfts numera oftast ut till det egna släktet Zanda.

## Ekologi och beteende
Åtminstone på vissa platser tycks de ha anpassat sig till människorna och kan ofta ses i många delar av stadsbebyggelsen i Sydney och Melbourne. De är inte särskilt vanliga, men tillhör de mest uppskattade och karakteristiska fåglarna i södra Australien. De ses ofta flyga på en relativt låg höjd, med sina stora vingar och flaxar mycket långsamt med tunga rörelser. De har ett högt, spöklikt klagande läte som hörs på långt avstånd. 

### Föda
Deras kost är varierad men består till stor del av frön av inhemska träd, särskilt Casuarina, men även Eucalyptus, Acacia, Banksia och Hakea. De äter också gärna larver av trädborrande skalbaggar genom att slita bort barken från träd och bita in i trät för att hitta dem. 

### Häckning
Gulstjärtad sotkakadua har en lång häckningsperiod. Båda könen bygger ett bo, som är ett stort trädhål, med träspån på kanterna. Honan ensam ruvar ett eller två ägg, medan hannen bidrar med mat. Oftast överlever endast en ungfågel, som stannar hos föräldrarna i omkring sex månader.

## Status och hot
Arten har ett stort utbredningsområde och en stabil populationsutveckling. Utifrån dessa kriterier kategoriserar internationella naturvårdsunionen IUCN arten som livskraftig (LC).